# Гайнзен
Гайнзен (нім. Heinsen) — громада в Німеччині, розташована в землі Нижня Саксонія. Входить до складу району Гольцмінден. Складова частина об'єднання громад Боденвердер-Полле.
Площа — 18,63 км2. Населення становить 749 ос. (станом на 31 грудня 2021).

## Галерея

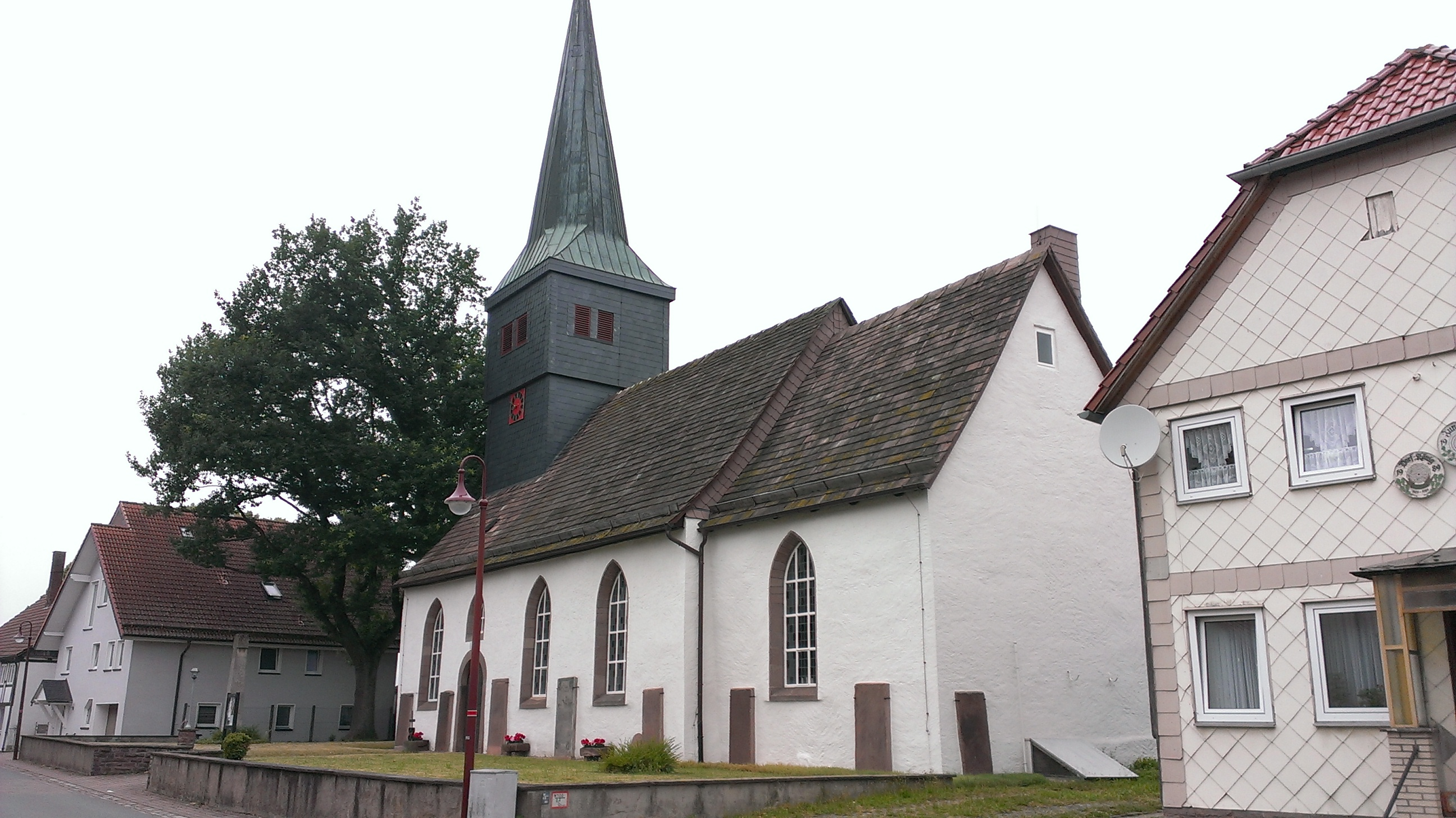